# Helena West Side
Helena West Side és una concentració de població designada pel cens dels Estats Units a l'estat de Montana. Segons el cens del 2000 tenia 1.711 habitants.

## Demografia
Segons el cens del 2000, Helena West Side tenia 1.711 habitants, 725 habitatges, i 480 famílies. La densitat de població era de 44,8 habitants per km².
Dels 725 habitatges en un 30,5% hi vivien nens de menys de 18 anys, en un 52,1% hi vivien parelles casades, en un 9,1% dones solteres, i en un 33,7% no eren unitats familiars. En el 28,7% dels habitatges hi vivien persones soles el 9,2% de les quals corresponia a persones de 65 anys o més que vivien soles. El nombre mitjà de persones vivint en cada habitatge era de 2,35 i el nombre mitjà de persones que vivien en cada família era de 2,87.
Per edats la població es repartia de la següent manera: un 25% tenia menys de 18 anys, un 6,5% entre 18 i 24, un 27,9% entre 25 i 44, un 27,1% de 45 a 60 i un 13,5% 65 anys o més.
L'edat mediana era de 39 anys. Per cada 100 dones de 18 o més anys hi havia 102,5 homes.
La renda mediana per habitatge era de 35.655 $ i la renda mediana per família de 44.554 $. Els homes tenien una renda mediana de 30.724 $ mentre que les dones 26.827 $. La renda per capita de la població era de 18.299 $. Aproximadament el 7,1% de les famílies i el 10% de la població estaven per davall del llindar de pobresa.

## Poblacions més properes
El següent diagrama mostra les poblacions més properes.